# Rita Valdivia
Rita Valdivia Rivera también conocida como la Comandante Maya (Cochabamba el 20 de junio de 1946-Cochabamba 14 de julio de 1969) fue una poeta y guerrillera boliviana.
Nacida en Bolivia, se trasladó a Venezuela en su juventud donde desarrollaría su producción poética, siendo publicada en diversas revistas y libros de antología.
Con el paso de los años se involucró en el activismo político, vinculándose con algunos movimientos de izquierda y uniéndose a la lucha guerrillera iniciada por el Che Guevara en Bolivia. Murió en combate mientras enfrentaba a las fuerzas de seguridad bolivianas.

## Biografía
Nació el 20 de junio de 1946 en la ciudad boliviana de Cochabamba. Tiempo después su padre viajó a Venezuela para trabajar en la construcción de una línea ferroviaria en el este del país, dejando a Valdivia en Bolivia con su madre y sus seis hermanos. Mientras permaneció en Bolivia asistió a una escuela católica y frecuentemente visitaba a sus abuelos que vivián en el campo. A finales de la década de 1950 la familia viajó a Venezuela para reunirse con el padre.
Se asentaron en la ciudad de Barcelona en el estado Anzoátegui, donde culminó sus estudios secundarios en el liceo Cajigal. Desde temprana edad mostró interés en la literatura y las artes por lo que al culminar sus estudios de bachillerato en 1962 ingresó a la Escuela de Artes Plásticas Armando Reverón de Barcelona, donde iniciaría estudios de pintura y escultura.
Comenzó a relacionarse con la vanguardia cultural local formando parte de la revista Trópico Uno fundada en Puerto La Cruz por los poetas Jesús Enrique Barrios, Gustavo Pereira y el pintor Carlos Hernández Guerra. A los que se uniría posteriormente Valdivia, el periodista Ramón Yánez, la pintora Gladys Meneses y los poetas José Barroeta, Eduardo Lezama, Luis José Bonilla, Eduardo Sifontes y el boliviano Luis Luksic.
Los poemas de Valdivia comenzaron a circular en diversas publicaciones como la revista Trópico Uno y En Haa, además empezó a colaborar como varios grupos culturales como La Tabla Redonda y La Pandilla de Lautréamont. Uno de los grupos con los que estuvo estrechamente vinculada fue el colectivo artístico de Barcelona llamado El Círculo Ariosto, compuesto en su mayoría por estudiantes de la Escuela de Artes Armando Reverón. Este colectivo publicó en 1964 varias antologías como el libro Bajo la refriega y el folleto 7 poemas que recogería obras de Valdivia y otros autores. Entre algunos de sus poemas que se encontraban en el libro, destacaron Defensa a la Calle, Elogio a la Huida y Estructura. Años después sus poemas siguieron circulando en obras como En plena estación de 1966 y Por mi cuenta y riesgo de 1967.
Una vez culminados sus estudios de arte, siendo parte de la primera promoción de egresados la Escuela de Artes Plásticas Armando Reverón, se trasladó a Caracas para proseguir con su formación. Esta decisión pudo estar motivada por la difícil relación que mantenía con su padre. En una carta privada a un amigo, Valdivia mencionó como ella y sus hermanos eran víctimas del carácter estricto y violento de su progenitor.
En Caracas inició sus estudios en la Facultad de Arquitectura de la Universidad Central de Venezuela donde comenzó a relacionarse con diversos movimientos de poesía y grupos políticos de izquierda. En 1965 interrumpió sus estudios para partir a Leipzig en la República Democrática Alemana y estudiar Historia del Arte en la Universidad Karl Marx gracias a una beca otorgada por el Partido Comunista de Venezuela.

En su estancia en Alemania comenzaría a radicalizar sus posturas políticas y vincularse con movimientos guerrilleros, siendo reclutada por miembros del Ejército de Liberación Nacional de Bolivia (ELN). En una carta de 1967 a su hermana Isabel explicaba su decisión de unirse a la guerrilla en los siguientes términos:
Ya no nos pertenecemos, nuestra generación no tiene escape, infinidad de sacrificios personales debemos cumplir para cambiar la sociedad actual.
En 1967 se unió a la lucha guerrillera iniciada meses antes por el Che Guevara en Bolivia. Se trasladó a Cuba donde comenzó a formarse militarmente y regresó a Bolivia en 1968. Tras el asesinato del Che, Guido Álvaro Peredo Leigue, cuyo nombre de guerra era Inti, tomó el mando del movimiento. En su texto Volveremos a las montañas de 1968, llamaba a continuar la lucha.
Valdivia fue asignada como responsable de la red urbana del ELN y poco después fue designada por Inti como la encargada de la Dirección del Ejército de Liberación Nacional en la ciudad de Cochabamba. Se le empezó a conocer con el nombre de Comandante Maya, que en idioma aimara significa Primera.
Para julio de 1969 varios miembros del ELN entre los que se encontraba Maya, Inti Peredo, Jorge Ruiz Paz (alias Omar), Enrique Ortega (alias Víctor) y el chileno Raúl Zamora, decidieron trasladarse de La Paz a Cochabamba para organizar una red guerrillera. Sin embargo, el grupo ya había sido detectado por los organismos de seguridad.
Según el relato del escritor Jesús Lara en su libro Guerrillero Inti, meses atrás Maya se había encargado de encontrar una casa de seguridad en Cochabamba, era una casa alquilada entre las calles Pacieri y Lanza. Los guerrilleros permanecieron en ella por tres noches, a la mañana siguiente, 13 de julio, debían retornar a La Paz en avión, pero Víctor olvidó su pasaje en la casa y para no perder tiempo, este junto con Maya y Raúl Zamora decidieron pasar la noche nuevamente en la casa. Mientras que Inti y Omar fueron a otro refugio.
Al llegar a la casa cerca de las once de la noche vieron en las cercanías lo que parecían parejas de enamorados y al entrar en la casa encontraron todo revuelto. El mismo día en la tarde un grupo de oficiales, entre los que se encontraba Roberto Quintanilla, entraron en la casa a revisar y dejaron a un agente oculto dentro.
Tan pronto como entraron y vieron el desorden, el agente disparó y huyó, hiriendo a Víctor. Tras su huida comenzó un intercambio de disparos entre los guerrilleros y los oficiales que se encontraban en los alrededores y que se habían hecho pasar como las parejas de enamoradas.
Durante el combate Maya convenció a Zamora para que huyera e informara a Inti de los sucesos. Maya y Víctor heridos resistieron por un tiempo, aunque terminaron pereciendo en el combate. Tras el tiroteo las autoridades ingresaron a la casa y encontraron los cuerpos. Maya contaba con 23 años al momento de su muerte y posiblemente estaba embarazada. Días después Raúl Zamora, quien al parecer mantenía una relación sentimental con Maya, se suicidó según algunas versiones.
Al enterarse de su muerte, su madre y una de sus hermanas viajaron a Bolivia para recuperar su cuerpo. Tras varios meses de búsqueda infructuosa organizaron una misa en honor a Valdivia que fue anunciada en un periódico local. La noticia de la búsqueda llegó a miembros del ELN que sabían donde las autoridades mantenían el cuerpo y con su ayuda procedieron a recuperarlo para enterrarlo.

## Legado
Si bien su producción poética fue corta, se definió su estilo poético como introspectivo y político. Sus poemas se vinculaban a temas relativos a la justicia social y ocasiones con rasgos surrealistas que criticaban la hipocresía social y una cultura de «hombres de traje gris».

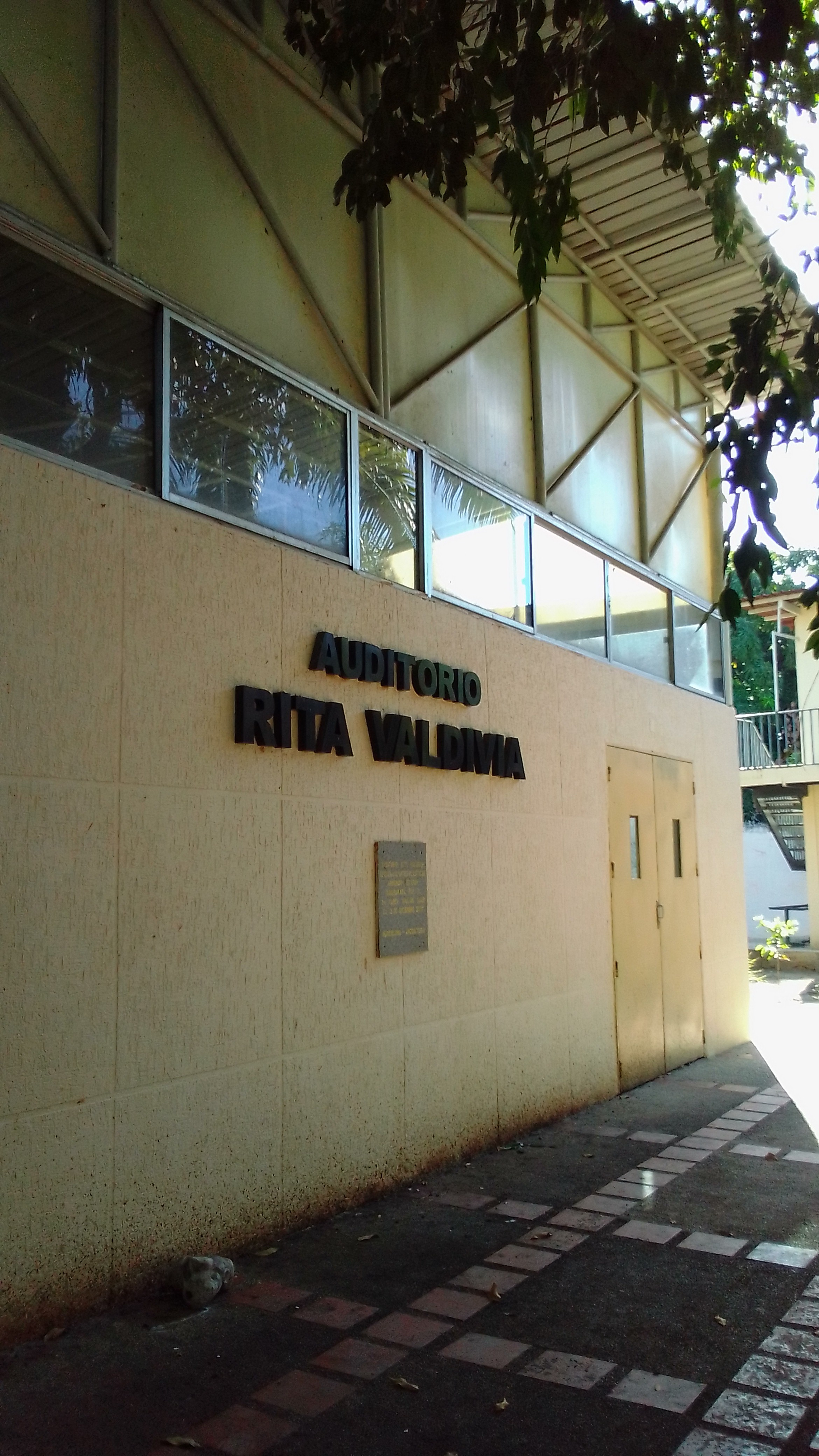
Auditorio Rita Valdivia en la Escuela de Artes Plásticas Armando Reverón.

En 1969 el poeta Gustavo Pereira y el artista plástico Pedro Báez publicaron una edición del folleto Trópico Tres, dedicada a la memoria de Rita Valdivia. El escritor y cineasta venezolano Edmundo Aray la calificaría como una poeta de una inmensa intensidad. La primera edición de la revista cultural Rocinante, dirigida por Aray y publicada en la década 1970, fue dedica a Valdivia y se incluyeron varios de sus poemas. Sus obras siguieron apareciendo en diversas revistas culturas y libros de antología poética, como en Poesía trunca de Mario Benedetti publicado en 1977.
En Venezuela algunos espacios fueron nombrados en su honor. En la ciudad de Cantaura un centro médico popular tomó su nombre al igual que una sala ubicada en la Escuela de Artes Plásticas Armando Reverón. En 2015 se realizó el documental Tributo a Rita Valdivia dirigido por Ximena Aguirre y en el cual se entrevistan a personajes que compartieron con Valdivia como el poeta Gustavo Pereira y la reportera Marina Briz.